# Kankanwad, Shiggaon
Kankanwad là một làng thuộc tehsil Shiggaon, huyện Haveri, bang Karnataka, Ấn Độ.